# グルーヴ・メタル
グルーヴ・メタル（Groove Metal）とは、ヘヴィメタルのサブジャンルの一つ。ポスト・スラッシュ、ネオ・スラッシュ、パワー・グルーヴや、単にグルーヴなどと呼ばれることもある。また、日本独自の呼称としてはモダン・ヘヴィネスがある。パンテラやエグゾーダーの音楽性を表す際によく用いられる。グルーヴ・メタルはスラッシュメタルの激しさと音楽性を取り入れている。また、多くのバンドは基本的にはミドルテンポで演奏しながら、時折ハイテンポにチェンジするという展開をとる。

## 起源
パンテラが1990年に発表したアルバム『カウボーイズ・フロム・ヘル』はグルーヴ・メタルというジャンルを定義した作品だといわれることが多い。Ian Christeはセパルトゥラの『ケイオスA.D.』とパンテラを後のグルーヴ・メタルバンドに影響を与えることになるサウンドを作り出した存在とみている。『カウボーイズ・フロム・ヘル』がリリースされた1990年と同じ年に発表されたエグゾーダーのデビュー作『スローター・イン・ザ・バチカン』もグルーヴ・メタルを作り出した最初期の作品の一つだと考えられている。ヘヴィメタル界では「グルーヴ・メタルの元祖はエグゾーダーなのか」というのは長年論争の的になっていたが、エグゾーダー側は「パンテラが俺たちから影響を受けたかって？それは間違いない。パクリかと言われれば、まあそうかもしれないな。だけど、彼らは俺たちよりずっと頑張った。だから成功したんだ。それだけのことさ」との見解を示している。プロングのTommy Victorはグルーヴ・メタルのアティチュードはバッド・ブレインズからきたものだと主張している。

## 他ジャンルへの影響
パンテラ (1980年代はグラム・メタルやスピードメタルに分類される音楽性だった)やセパルトゥラ(元はスラッシュメタルやデスメタルをプレイしていた)といったこのジャンルのパイオニアは90年代のニュー・メタルや2000年代メタルコアの基礎を作り上げたともいわれる。ニュー・メタルはダウンチューニングしたリフやヒップホップから影響を受けたビート、グルーヴメタルのリズムを用いている一方で、ギターソロや複雑なピッキングは欠如していることが多いジャンルである。メタルコアは一般的なヘヴィメタルの特徴やブレイクダウンを強調している
。ブレイクダウンとはモッシュを引き起こすスピードの遅いパッセージのことである。

## バンド一覧
- エグゾーダー[5]
- カヴァレラ・コンスピラシー
- ゴジラ
- セパルトゥラ[10][18]
- ソウルフライ[19]
- デヴィルドライヴァー
- ヘルイェー
- パンテラ[20]
- マシーン・ヘッド[21]
- ラム・オブ・ゴッド[22]